# Princess Royal
Princess Royal is een Britse dynastieke titel , die gewoonlijk gedragen wordt door de oudste dochter van de Britse vorst. De titel wordt door de vorst zelf voor het leven verleend, is niet erfelijk en kan niet door meerdere personen tegelijkertijd gedragen worden. In 1642 werd de titel voor het eerst gedragen door prinses Maria, dochter van Karel I van Engeland. Diens vrouw, Henriëtta Maria van Frankrijk, had de titel bedacht naar voorbeeld van het Franse gebruik de oudste dochter van de koning de titel Madame Royale te geven. Tot nu toe hebben zeven verschillende personen de titel gedragen. De huidige Princess Royal is Anne Mountbatten-Windsor, de enige dochter van koningin Elizabeth II. De titel is gegeven voor het leven, ook wanneer de Princess Royal haar ouders overleeft.
| Nr. | Naam | Naam      | Periode      | Ouders                                                              | Echtgenoot                                                                     |
| --- | ---- | --------- | ------------ | ------------------------------------------------------------------- | ------------------------------------------------------------------------------ |
| 1   |      | Mary      | 1642 - 1660  | Koning Karel I en koningin Henriëtta Maria van Frankrijk            | Prins Willem II van Oranje-Nassau.                                             |
| 2   |      | Anne      | 1727 - 1759  | Koning George II en koningin Caroline van Brandenburg-Ansbach       | Prins Willem IV van Oranje-Nassau.                                             |
| 3   |      | Charlotte | 1789 - 1828  | Koning George III en koningin Charlotte van Mecklenburg-Strelitz    | Koning Frederik I van Württemberg.                                             |
| 4   |      | Victoria  | 1841 - 1901  | Koningin Victoria en prins-gemaal Albert van Saksen-Coburg en Gotha | Koning-Keizer Frederik III van Duitsland.                                      |
| 5   |      | Louise    | 1905 - 1931  | Koning Edward VII en koningin Alexandra van Denemarken              | Hertog Alexander Duff van Fife.                                                |
| 6   |      | Mary      | 1932 - 1965  | Koning George V en koningin Mary van Teck                           | Henry Lascelles, graaf van Harewood.                                           |
| 7   |      | Anne      | 1987 - heden | Koningin Elizabeth II en prins-gemaal Philip Mountbatten            | Eerste huwelijk was met Mark Phillips en tweede huwelijk met Timothy Laurence. |